# Caturaṅga

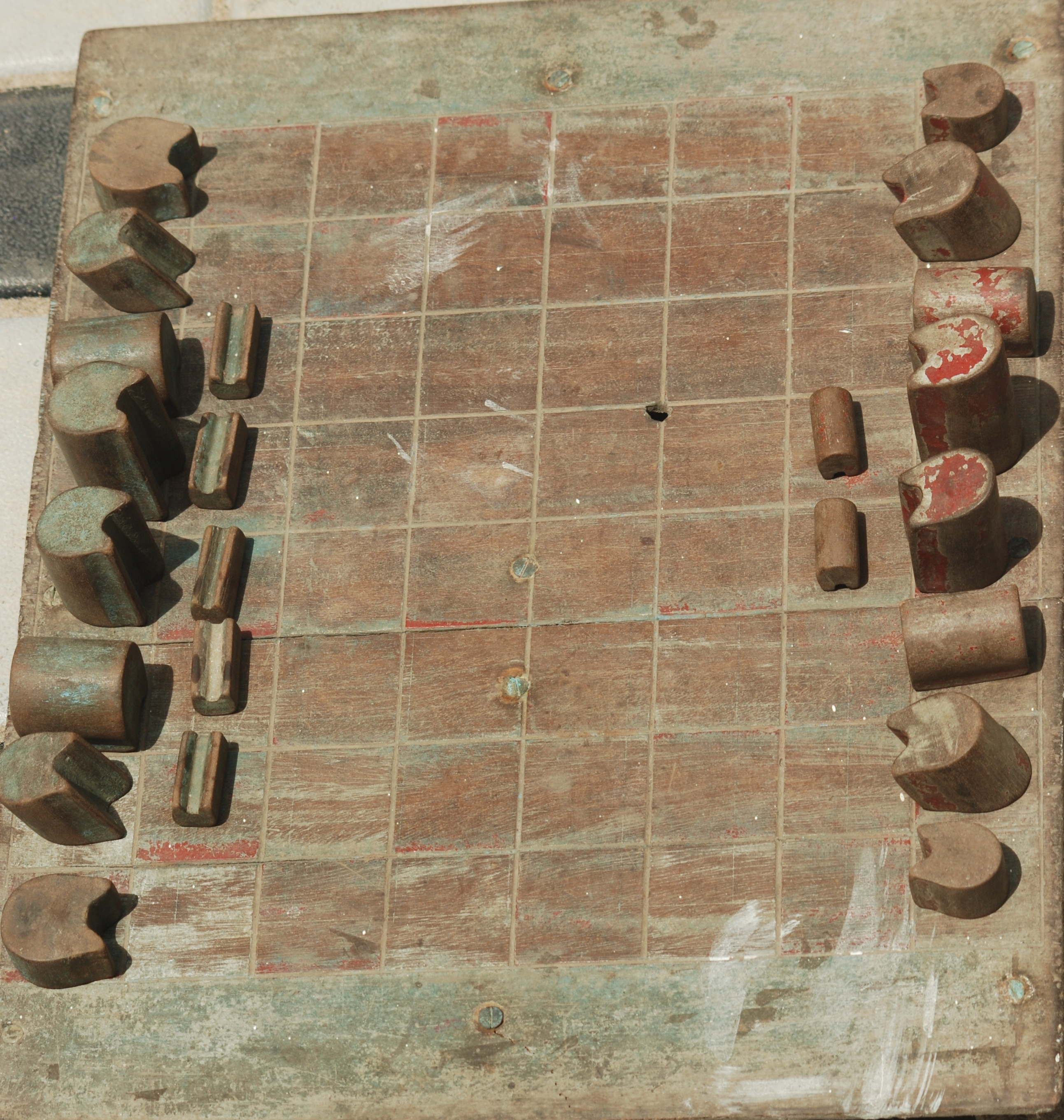
Un'antica tavola da gioco.

Il caturaṅga (in sanscrito: चतुरङ्ग), attestato anche come chaturanga nella letteratura inglese a partire dagli anni 1960, è un antico gioco indiano che si presume essere il precursore degli scacchi moderni, dello shōgi e del makruk e collegato anche allo xiangqi e allo janggi. Il gioco si diffuse dal VI secolo nella Persia pre-islamica con il nome di shatranj.
Il termine sanscrito significa letteralmente "esercito composto da quattro elementi". Ad ognuno dei pezzi corrisponde un'arma tipica: fanteria (pedone), cavalleria (cavallo), elefante da guerra (elefante) e carro da guerra (carro). Queste figure si sono evolute negli scacchi moderni in pedone, cavallo, alfiere, torre. All'esercito si aggiungono il re e un consigliere, che negli scacchi corrispondono al re e alla donna.
Sebbene vi siano ipotesi che il gioco fosse dedicato a quattro giocatori invece di due, lo storico britannico Harold James Murray riteneva che quella a quattro partecipanti fosse soltanto una variante, giocata però senza la figura del consigliere e con l'utilizzo dei dadi. Nonostante alcuni studiosi, come il grande maestro sovietico Jurij Averbach, sostengano la tesi del gioco a quattro, in tempi recenti si ritiene che quest'ultima sia solo una variante limitata ad alcune zone dell'India, come il Bengala.

## Regole
|   | a | b | c | d | e | f | g | h |   |
| 8 | a8 croce nera · d8 croce nera · e8 croce nera · h8 croce nera · a5 croce nera · d5 croce nera · e5 croce nera · h5 croce nera · a4 croce nera · d4 croce nera · e4 croce nera · h4 croce nera · a1 croce nera · d1 croce nera · e1 croce nera · h1 croce nera | a8 croce nera · d8 croce nera · e8 croce nera · h8 croce nera · a5 croce nera · d5 croce nera · e5 croce nera · h5 croce nera · a4 croce nera · d4 croce nera · e4 croce nera · h4 croce nera · a1 croce nera · d1 croce nera · e1 croce nera · h1 croce nera | a8 croce nera · d8 croce nera · e8 croce nera · h8 croce nera · a5 croce nera · d5 croce nera · e5 croce nera · h5 croce nera · a4 croce nera · d4 croce nera · e4 croce nera · h4 croce nera · a1 croce nera · d1 croce nera · e1 croce nera · h1 croce nera | a8 croce nera · d8 croce nera · e8 croce nera · h8 croce nera · a5 croce nera · d5 croce nera · e5 croce nera · h5 croce nera · a4 croce nera · d4 croce nera · e4 croce nera · h4 croce nera · a1 croce nera · d1 croce nera · e1 croce nera · h1 croce nera | a8 croce nera · d8 croce nera · e8 croce nera · h8 croce nera · a5 croce nera · d5 croce nera · e5 croce nera · h5 croce nera · a4 croce nera · d4 croce nera · e4 croce nera · h4 croce nera · a1 croce nera · d1 croce nera · e1 croce nera · h1 croce nera | a8 croce nera · d8 croce nera · e8 croce nera · h8 croce nera · a5 croce nera · d5 croce nera · e5 croce nera · h5 croce nera · a4 croce nera · d4 croce nera · e4 croce nera · h4 croce nera · a1 croce nera · d1 croce nera · e1 croce nera · h1 croce nera | a8 croce nera · d8 croce nera · e8 croce nera · h8 croce nera · a5 croce nera · d5 croce nera · e5 croce nera · h5 croce nera · a4 croce nera · d4 croce nera · e4 croce nera · h4 croce nera · a1 croce nera · d1 croce nera · e1 croce nera · h1 croce nera | a8 croce nera · d8 croce nera · e8 croce nera · h8 croce nera · a5 croce nera · d5 croce nera · e5 croce nera · h5 croce nera · a4 croce nera · d4 croce nera · e4 croce nera · h4 croce nera · a1 croce nera · d1 croce nera · e1 croce nera · h1 croce nera | 8 |
| 7 | a8 croce nera · d8 croce nera · e8 croce nera · h8 croce nera · a5 croce nera · d5 croce nera · e5 croce nera · h5 croce nera · a4 croce nera · d4 croce nera · e4 croce nera · h4 croce nera · a1 croce nera · d1 croce nera · e1 croce nera · h1 croce nera | a8 croce nera · d8 croce nera · e8 croce nera · h8 croce nera · a5 croce nera · d5 croce nera · e5 croce nera · h5 croce nera · a4 croce nera · d4 croce nera · e4 croce nera · h4 croce nera · a1 croce nera · d1 croce nera · e1 croce nera · h1 croce nera | a8 croce nera · d8 croce nera · e8 croce nera · h8 croce nera · a5 croce nera · d5 croce nera · e5 croce nera · h5 croce nera · a4 croce nera · d4 croce nera · e4 croce nera · h4 croce nera · a1 croce nera · d1 croce nera · e1 croce nera · h1 croce nera | a8 croce nera · d8 croce nera · e8 croce nera · h8 croce nera · a5 croce nera · d5 croce nera · e5 croce nera · h5 croce nera · a4 croce nera · d4 croce nera · e4 croce nera · h4 croce nera · a1 croce nera · d1 croce nera · e1 croce nera · h1 croce nera | a8 croce nera · d8 croce nera · e8 croce nera · h8 croce nera · a5 croce nera · d5 croce nera · e5 croce nera · h5 croce nera · a4 croce nera · d4 croce nera · e4 croce nera · h4 croce nera · a1 croce nera · d1 croce nera · e1 croce nera · h1 croce nera | a8 croce nera · d8 croce nera · e8 croce nera · h8 croce nera · a5 croce nera · d5 croce nera · e5 croce nera · h5 croce nera · a4 croce nera · d4 croce nera · e4 croce nera · h4 croce nera · a1 croce nera · d1 croce nera · e1 croce nera · h1 croce nera | a8 croce nera · d8 croce nera · e8 croce nera · h8 croce nera · a5 croce nera · d5 croce nera · e5 croce nera · h5 croce nera · a4 croce nera · d4 croce nera · e4 croce nera · h4 croce nera · a1 croce nera · d1 croce nera · e1 croce nera · h1 croce nera | a8 croce nera · d8 croce nera · e8 croce nera · h8 croce nera · a5 croce nera · d5 croce nera · e5 croce nera · h5 croce nera · a4 croce nera · d4 croce nera · e4 croce nera · h4 croce nera · a1 croce nera · d1 croce nera · e1 croce nera · h1 croce nera | 7 |
| 6 | a8 croce nera · d8 croce nera · e8 croce nera · h8 croce nera · a5 croce nera · d5 croce nera · e5 croce nera · h5 croce nera · a4 croce nera · d4 croce nera · e4 croce nera · h4 croce nera · a1 croce nera · d1 croce nera · e1 croce nera · h1 croce nera | a8 croce nera · d8 croce nera · e8 croce nera · h8 croce nera · a5 croce nera · d5 croce nera · e5 croce nera · h5 croce nera · a4 croce nera · d4 croce nera · e4 croce nera · h4 croce nera · a1 croce nera · d1 croce nera · e1 croce nera · h1 croce nera | a8 croce nera · d8 croce nera · e8 croce nera · h8 croce nera · a5 croce nera · d5 croce nera · e5 croce nera · h5 croce nera · a4 croce nera · d4 croce nera · e4 croce nera · h4 croce nera · a1 croce nera · d1 croce nera · e1 croce nera · h1 croce nera | a8 croce nera · d8 croce nera · e8 croce nera · h8 croce nera · a5 croce nera · d5 croce nera · e5 croce nera · h5 croce nera · a4 croce nera · d4 croce nera · e4 croce nera · h4 croce nera · a1 croce nera · d1 croce nera · e1 croce nera · h1 croce nera | a8 croce nera · d8 croce nera · e8 croce nera · h8 croce nera · a5 croce nera · d5 croce nera · e5 croce nera · h5 croce nera · a4 croce nera · d4 croce nera · e4 croce nera · h4 croce nera · a1 croce nera · d1 croce nera · e1 croce nera · h1 croce nera | a8 croce nera · d8 croce nera · e8 croce nera · h8 croce nera · a5 croce nera · d5 croce nera · e5 croce nera · h5 croce nera · a4 croce nera · d4 croce nera · e4 croce nera · h4 croce nera · a1 croce nera · d1 croce nera · e1 croce nera · h1 croce nera | a8 croce nera · d8 croce nera · e8 croce nera · h8 croce nera · a5 croce nera · d5 croce nera · e5 croce nera · h5 croce nera · a4 croce nera · d4 croce nera · e4 croce nera · h4 croce nera · a1 croce nera · d1 croce nera · e1 croce nera · h1 croce nera | a8 croce nera · d8 croce nera · e8 croce nera · h8 croce nera · a5 croce nera · d5 croce nera · e5 croce nera · h5 croce nera · a4 croce nera · d4 croce nera · e4 croce nera · h4 croce nera · a1 croce nera · d1 croce nera · e1 croce nera · h1 croce nera | 6 |
| 5 | a8 croce nera · d8 croce nera · e8 croce nera · h8 croce nera · a5 croce nera · d5 croce nera · e5 croce nera · h5 croce nera · a4 croce nera · d4 croce nera · e4 croce nera · h4 croce nera · a1 croce nera · d1 croce nera · e1 croce nera · h1 croce nera | a8 croce nera · d8 croce nera · e8 croce nera · h8 croce nera · a5 croce nera · d5 croce nera · e5 croce nera · h5 croce nera · a4 croce nera · d4 croce nera · e4 croce nera · h4 croce nera · a1 croce nera · d1 croce nera · e1 croce nera · h1 croce nera | a8 croce nera · d8 croce nera · e8 croce nera · h8 croce nera · a5 croce nera · d5 croce nera · e5 croce nera · h5 croce nera · a4 croce nera · d4 croce nera · e4 croce nera · h4 croce nera · a1 croce nera · d1 croce nera · e1 croce nera · h1 croce nera | a8 croce nera · d8 croce nera · e8 croce nera · h8 croce nera · a5 croce nera · d5 croce nera · e5 croce nera · h5 croce nera · a4 croce nera · d4 croce nera · e4 croce nera · h4 croce nera · a1 croce nera · d1 croce nera · e1 croce nera · h1 croce nera | a8 croce nera · d8 croce nera · e8 croce nera · h8 croce nera · a5 croce nera · d5 croce nera · e5 croce nera · h5 croce nera · a4 croce nera · d4 croce nera · e4 croce nera · h4 croce nera · a1 croce nera · d1 croce nera · e1 croce nera · h1 croce nera | a8 croce nera · d8 croce nera · e8 croce nera · h8 croce nera · a5 croce nera · d5 croce nera · e5 croce nera · h5 croce nera · a4 croce nera · d4 croce nera · e4 croce nera · h4 croce nera · a1 croce nera · d1 croce nera · e1 croce nera · h1 croce nera | a8 croce nera · d8 croce nera · e8 croce nera · h8 croce nera · a5 croce nera · d5 croce nera · e5 croce nera · h5 croce nera · a4 croce nera · d4 croce nera · e4 croce nera · h4 croce nera · a1 croce nera · d1 croce nera · e1 croce nera · h1 croce nera | a8 croce nera · d8 croce nera · e8 croce nera · h8 croce nera · a5 croce nera · d5 croce nera · e5 croce nera · h5 croce nera · a4 croce nera · d4 croce nera · e4 croce nera · h4 croce nera · a1 croce nera · d1 croce nera · e1 croce nera · h1 croce nera | 5 |
| 4 | a8 croce nera · d8 croce nera · e8 croce nera · h8 croce nera · a5 croce nera · d5 croce nera · e5 croce nera · h5 croce nera · a4 croce nera · d4 croce nera · e4 croce nera · h4 croce nera · a1 croce nera · d1 croce nera · e1 croce nera · h1 croce nera | a8 croce nera · d8 croce nera · e8 croce nera · h8 croce nera · a5 croce nera · d5 croce nera · e5 croce nera · h5 croce nera · a4 croce nera · d4 croce nera · e4 croce nera · h4 croce nera · a1 croce nera · d1 croce nera · e1 croce nera · h1 croce nera | a8 croce nera · d8 croce nera · e8 croce nera · h8 croce nera · a5 croce nera · d5 croce nera · e5 croce nera · h5 croce nera · a4 croce nera · d4 croce nera · e4 croce nera · h4 croce nera · a1 croce nera · d1 croce nera · e1 croce nera · h1 croce nera | a8 croce nera · d8 croce nera · e8 croce nera · h8 croce nera · a5 croce nera · d5 croce nera · e5 croce nera · h5 croce nera · a4 croce nera · d4 croce nera · e4 croce nera · h4 croce nera · a1 croce nera · d1 croce nera · e1 croce nera · h1 croce nera | a8 croce nera · d8 croce nera · e8 croce nera · h8 croce nera · a5 croce nera · d5 croce nera · e5 croce nera · h5 croce nera · a4 croce nera · d4 croce nera · e4 croce nera · h4 croce nera · a1 croce nera · d1 croce nera · e1 croce nera · h1 croce nera | a8 croce nera · d8 croce nera · e8 croce nera · h8 croce nera · a5 croce nera · d5 croce nera · e5 croce nera · h5 croce nera · a4 croce nera · d4 croce nera · e4 croce nera · h4 croce nera · a1 croce nera · d1 croce nera · e1 croce nera · h1 croce nera | a8 croce nera · d8 croce nera · e8 croce nera · h8 croce nera · a5 croce nera · d5 croce nera · e5 croce nera · h5 croce nera · a4 croce nera · d4 croce nera · e4 croce nera · h4 croce nera · a1 croce nera · d1 croce nera · e1 croce nera · h1 croce nera | a8 croce nera · d8 croce nera · e8 croce nera · h8 croce nera · a5 croce nera · d5 croce nera · e5 croce nera · h5 croce nera · a4 croce nera · d4 croce nera · e4 croce nera · h4 croce nera · a1 croce nera · d1 croce nera · e1 croce nera · h1 croce nera | 4 |
| 3 | a8 croce nera · d8 croce nera · e8 croce nera · h8 croce nera · a5 croce nera · d5 croce nera · e5 croce nera · h5 croce nera · a4 croce nera · d4 croce nera · e4 croce nera · h4 croce nera · a1 croce nera · d1 croce nera · e1 croce nera · h1 croce nera | a8 croce nera · d8 croce nera · e8 croce nera · h8 croce nera · a5 croce nera · d5 croce nera · e5 croce nera · h5 croce nera · a4 croce nera · d4 croce nera · e4 croce nera · h4 croce nera · a1 croce nera · d1 croce nera · e1 croce nera · h1 croce nera | a8 croce nera · d8 croce nera · e8 croce nera · h8 croce nera · a5 croce nera · d5 croce nera · e5 croce nera · h5 croce nera · a4 croce nera · d4 croce nera · e4 croce nera · h4 croce nera · a1 croce nera · d1 croce nera · e1 croce nera · h1 croce nera | a8 croce nera · d8 croce nera · e8 croce nera · h8 croce nera · a5 croce nera · d5 croce nera · e5 croce nera · h5 croce nera · a4 croce nera · d4 croce nera · e4 croce nera · h4 croce nera · a1 croce nera · d1 croce nera · e1 croce nera · h1 croce nera | a8 croce nera · d8 croce nera · e8 croce nera · h8 croce nera · a5 croce nera · d5 croce nera · e5 croce nera · h5 croce nera · a4 croce nera · d4 croce nera · e4 croce nera · h4 croce nera · a1 croce nera · d1 croce nera · e1 croce nera · h1 croce nera | a8 croce nera · d8 croce nera · e8 croce nera · h8 croce nera · a5 croce nera · d5 croce nera · e5 croce nera · h5 croce nera · a4 croce nera · d4 croce nera · e4 croce nera · h4 croce nera · a1 croce nera · d1 croce nera · e1 croce nera · h1 croce nera | a8 croce nera · d8 croce nera · e8 croce nera · h8 croce nera · a5 croce nera · d5 croce nera · e5 croce nera · h5 croce nera · a4 croce nera · d4 croce nera · e4 croce nera · h4 croce nera · a1 croce nera · d1 croce nera · e1 croce nera · h1 croce nera | a8 croce nera · d8 croce nera · e8 croce nera · h8 croce nera · a5 croce nera · d5 croce nera · e5 croce nera · h5 croce nera · a4 croce nera · d4 croce nera · e4 croce nera · h4 croce nera · a1 croce nera · d1 croce nera · e1 croce nera · h1 croce nera | 3 |
| 2 | a8 croce nera · d8 croce nera · e8 croce nera · h8 croce nera · a5 croce nera · d5 croce nera · e5 croce nera · h5 croce nera · a4 croce nera · d4 croce nera · e4 croce nera · h4 croce nera · a1 croce nera · d1 croce nera · e1 croce nera · h1 croce nera | a8 croce nera · d8 croce nera · e8 croce nera · h8 croce nera · a5 croce nera · d5 croce nera · e5 croce nera · h5 croce nera · a4 croce nera · d4 croce nera · e4 croce nera · h4 croce nera · a1 croce nera · d1 croce nera · e1 croce nera · h1 croce nera | a8 croce nera · d8 croce nera · e8 croce nera · h8 croce nera · a5 croce nera · d5 croce nera · e5 croce nera · h5 croce nera · a4 croce nera · d4 croce nera · e4 croce nera · h4 croce nera · a1 croce nera · d1 croce nera · e1 croce nera · h1 croce nera | a8 croce nera · d8 croce nera · e8 croce nera · h8 croce nera · a5 croce nera · d5 croce nera · e5 croce nera · h5 croce nera · a4 croce nera · d4 croce nera · e4 croce nera · h4 croce nera · a1 croce nera · d1 croce nera · e1 croce nera · h1 croce nera | a8 croce nera · d8 croce nera · e8 croce nera · h8 croce nera · a5 croce nera · d5 croce nera · e5 croce nera · h5 croce nera · a4 croce nera · d4 croce nera · e4 croce nera · h4 croce nera · a1 croce nera · d1 croce nera · e1 croce nera · h1 croce nera | a8 croce nera · d8 croce nera · e8 croce nera · h8 croce nera · a5 croce nera · d5 croce nera · e5 croce nera · h5 croce nera · a4 croce nera · d4 croce nera · e4 croce nera · h4 croce nera · a1 croce nera · d1 croce nera · e1 croce nera · h1 croce nera | a8 croce nera · d8 croce nera · e8 croce nera · h8 croce nera · a5 croce nera · d5 croce nera · e5 croce nera · h5 croce nera · a4 croce nera · d4 croce nera · e4 croce nera · h4 croce nera · a1 croce nera · d1 croce nera · e1 croce nera · h1 croce nera | a8 croce nera · d8 croce nera · e8 croce nera · h8 croce nera · a5 croce nera · d5 croce nera · e5 croce nera · h5 croce nera · a4 croce nera · d4 croce nera · e4 croce nera · h4 croce nera · a1 croce nera · d1 croce nera · e1 croce nera · h1 croce nera | 2 |
| 1 | a8 croce nera · d8 croce nera · e8 croce nera · h8 croce nera · a5 croce nera · d5 croce nera · e5 croce nera · h5 croce nera · a4 croce nera · d4 croce nera · e4 croce nera · h4 croce nera · a1 croce nera · d1 croce nera · e1 croce nera · h1 croce nera | a8 croce nera · d8 croce nera · e8 croce nera · h8 croce nera · a5 croce nera · d5 croce nera · e5 croce nera · h5 croce nera · a4 croce nera · d4 croce nera · e4 croce nera · h4 croce nera · a1 croce nera · d1 croce nera · e1 croce nera · h1 croce nera | a8 croce nera · d8 croce nera · e8 croce nera · h8 croce nera · a5 croce nera · d5 croce nera · e5 croce nera · h5 croce nera · a4 croce nera · d4 croce nera · e4 croce nera · h4 croce nera · a1 croce nera · d1 croce nera · e1 croce nera · h1 croce nera | a8 croce nera · d8 croce nera · e8 croce nera · h8 croce nera · a5 croce nera · d5 croce nera · e5 croce nera · h5 croce nera · a4 croce nera · d4 croce nera · e4 croce nera · h4 croce nera · a1 croce nera · d1 croce nera · e1 croce nera · h1 croce nera | a8 croce nera · d8 croce nera · e8 croce nera · h8 croce nera · a5 croce nera · d5 croce nera · e5 croce nera · h5 croce nera · a4 croce nera · d4 croce nera · e4 croce nera · h4 croce nera · a1 croce nera · d1 croce nera · e1 croce nera · h1 croce nera | a8 croce nera · d8 croce nera · e8 croce nera · h8 croce nera · a5 croce nera · d5 croce nera · e5 croce nera · h5 croce nera · a4 croce nera · d4 croce nera · e4 croce nera · h4 croce nera · a1 croce nera · d1 croce nera · e1 croce nera · h1 croce nera | a8 croce nera · d8 croce nera · e8 croce nera · h8 croce nera · a5 croce nera · d5 croce nera · e5 croce nera · h5 croce nera · a4 croce nera · d4 croce nera · e4 croce nera · h4 croce nera · a1 croce nera · d1 croce nera · e1 croce nera · h1 croce nera | a8 croce nera · d8 croce nera · e8 croce nera · h8 croce nera · a5 croce nera · d5 croce nera · e5 croce nera · h5 croce nera · a4 croce nera · d4 croce nera · e4 croce nera · h4 croce nera · a1 croce nera · d1 croce nera · e1 croce nera · h1 croce nera | 1 |
|   | a | b | c | d | e | f | g | h |   |

Due armate si affrontano su un tavoliere, chiamato aṣṭāpada, formato da 64 caselle 8×8 come la moderna scacchiera, ma senza differenze di colore e con delle caselle segnate sui bordi. Si presume che questo tavoliere fosse in realtà dedicato a un gioco di percorso più antico, dal quale sarebbe derivato il caturaṅga stesso. I pezzi sono disposti sull'aṣṭāpada come negli scacchi moderni, con la differenza che re e consigliere del secondo giocatore sono disposti in modo inverso rispetto ai corrispettivi pezzi del primo. Lo scopo del gioco è annientare l'esercito nemico o catturare il re.